# Die Rolle der Frau im Judentum

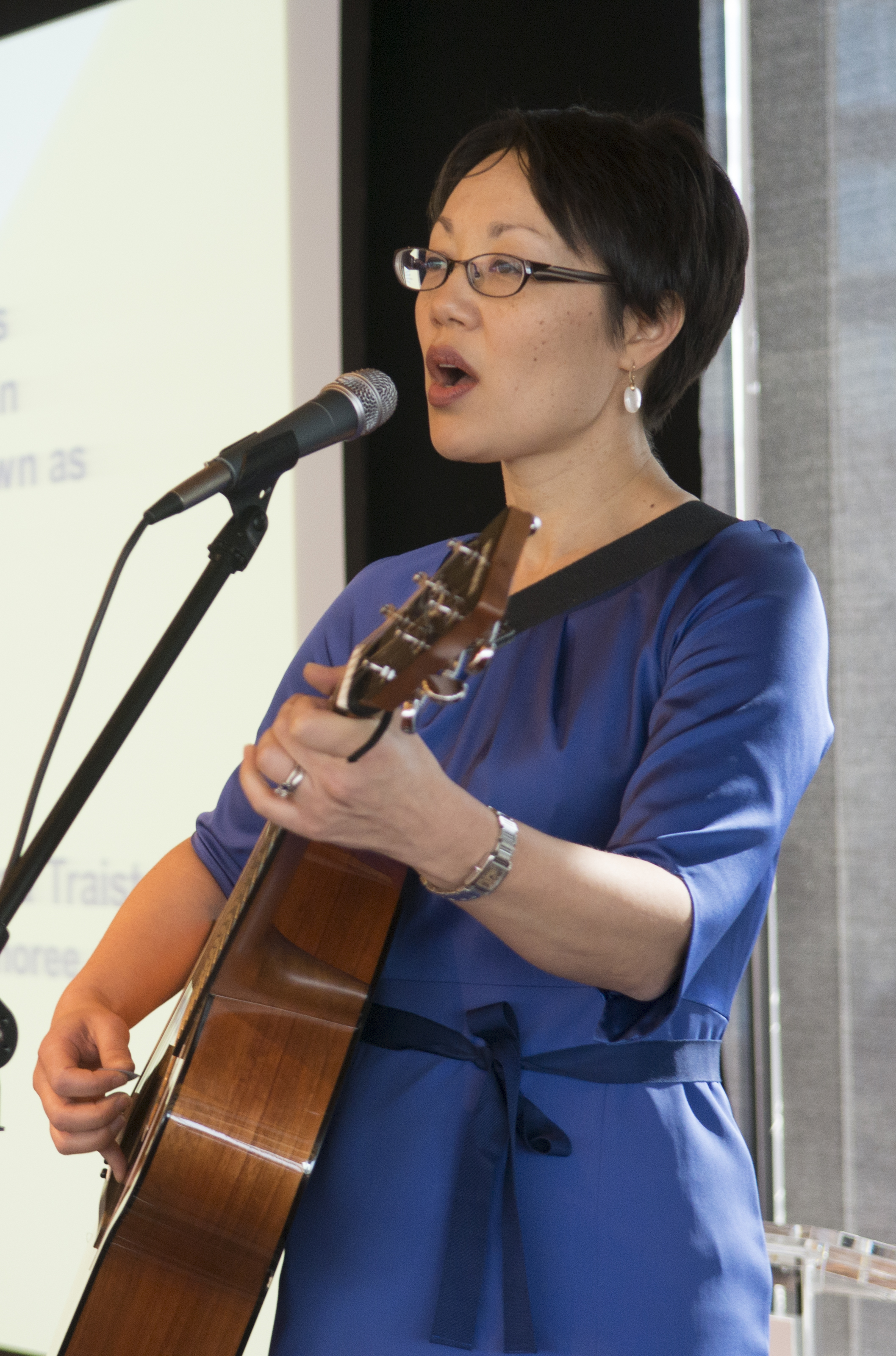
Die Rabbinerin Angela Buchdahl, Central Synagogue (Manhattan)

Die Rolle der Frau im Judentum wird durch die Hebräische Bibel, die rabbinische Literatur, das Gewohnheitsrecht und nicht-religiöse kulturelle Einflussgrößen bestimmt. Obwohl die Bibel und die rabbinische Literatur verschiedene weibliche Rollenmodelle beschreiben, auch solche, nach denen Frauen Männern gleichgestellt oder sogar überlegen sind, werden Frauen nach dem religiös begründeten Recht in bestimmten Situationen grundsätzlich anders behandelt als Männer.
Das Geschlecht hat Einfluss auf die Verwandtschaftslinie: Im traditionellen Judentum wird die Zugehörigkeit zum Judentum über die jüdische Mutter an die folgenden Generationen weitergegeben, auch wenn der Name des Vaters in der Tora gebraucht wird, um Söhne und Töchter zu benennen, beispielsweise „Dinah, Tochter Jacobs“.
Im 20. Jahrhundert und besonders seit den 1970er-Jahren begannen Frauen zunächst in liberalen Gemeinden, später auch im konservativen und orthodoxen Umfeld, vermehrt Aufgaben in der Öffentlichkeit zu übernehmen.

„Ich glaube, es gibt keine Rolle heute. Es gibt nur freiwillig orthodoxe Frauen, die freiwillig diese Rolle nehmen und leben, aber auch sie könnten sich entscheiden, ob sie so oder anders leben wollen – das ist heute eine persönliche Entscheidung, wie man lebt. Es ist nicht so, dass vom Judentum her gesehen den Frauen diese Rolle gegeben wird.“

## Rabbinerinnen

### Neuzeit
- Asenath Barzani, (1590 – 1670 in Amediye, Kurdistan) auch Leiterin der Jeschiwa in Mosul

### Moderne
- Regina Jonas (1902–1944), Berlin. Sie predigte in den 1930er bis 1940er Jahren in mehreren Berliner Synagogen und war auch nach ihrer Deportation ins Ghetto Theresienstadt in Gefangenschaft dort tätig.
- Sally Priesand (* 1946), USA
- Bea Wyler (* 1951), Schweiz
- Laura Janner-Klausner (* 1963), Vereinigtes Königreich
- Antje Yael Deusel (* 1960), Bamberg
- Elisa Klapheck (* 1962), Frankfurt/Main, zuvor Amsterdam, Mitglied der Allgemeinen Rabbinerkonferenz Deutschland (ARK) sowie assoziiertes Mitglied des Rabbinic Board von „Liberal Judaism“ in London. 1999 „Bet Debora“ – historisch erste „Tagung europäischer Rabbinerinnen, Kantorinnen und rabbinisch gelehrter Jüdinnen und Juden“ in Berlin, (gemeinsam mit Lara Dämmig und Rachel Monika Herweg)
- Gesa Ederberg (* 1968), Berlin
- Angela Warnick Buchdahl (* 1972), New York. Sie ist die erste asiatische Amerikanerin, die zum Rabbiner geweiht wurde. 2011 wurde sie von Newsweek und dem Daily Beast als eine der „einflussreichsten Rabbiner Amerikas“ erwähnt und 2012 von der Daily Beast als eine der „50 einflussreichsten Rabbiner Amerikas“ bezeichnet. Bei Forward 50 war sie 2014 unter den Top Five. Forward 50 ist eine Liste amerikanischer Juden, die national den größten Einfluss hatten.
- Alina Treiger (* 1979), Oldenburg und Delmenhorst
- Yaffa Epstein Rabba  Yeshivat Maharat
- Lila Kagedann Rabbi Yeshivat Maharat
- Idit Bartov
- Anat Novoselsky

## Torahschreiberin (Soferet) und Bibelwissenschaftlerinnen
Ein Sofer, Sopher oder Sofer STaM (hebräisch: „Schreiber (von kultischen Gegenständen)“, סופר סת״ם) kann (und darf) Torarollen, Tefillin, Mezuzot und andere religiöse Schriften von Hand schreiben. (סת״ם, Aussprache STaM, ist eine Abkürzung für Sifrei-Tora, Tefillin und Mezuzot. Die Mehrzahl von sofer (männlich) ist „soferim“, סופרים.) Die hebräische Bezeichnung für Torahschreiberin lautet Soferet.
Da Arba'ah Turim Frauen nicht unter denen nennt, die eine Torarolle nicht abschreiben dürfen, gibt es auch weibliche Torahschreiberinnen. Im Jahre 2003 wurde die Kanadierin Aviel Barclay die erste traditionell ausgebildete Sofer-Schreiberin. 2007 schrieb Jen Taylor Friedman, eine Britin, als erste Frau eine Sefer Torah. 2010 wurde die erste Abschrift der Sefer Torah von einer Frauengruppe aus sechs Schreiberinnen aus Brasilien, Kanada, Israel und den USA vollendet. Dieses Projekt wurde als Women’s Torah Project bekannt. Bis 2014 gab es weltweit etwa 50 Tora-Schreiberinnen. Idit Bartov und Anat Novoselsky wurden von Rabbiner Shlomo Riskin ordiniert und haben das weltweit erste von Frauen verfasste Buch halachischer Entscheidungen 2014 veröffentlicht.
Nechama Leibowitz, Professorin an der Universität Tel Aviv, zählt zu den führenden Bibelwissenschaftlern des 20. Jahrhunderts. Ihre „Seiten“ mit Fragen über den wöchentlichen Toraabschnitt wurden in Israel landesweit bekannt.
Nach Ansicht vieler ultraorthodoxen und modern orthodoxen Autoritäten ist es einer Frau verboten, ein Sefer Torah zu schreiben. Sie hätten nur das Recht Ketubot (Eheverträge) zu schreiben sowie STaM, die nicht für den rituellen Gebrauch bestimmt sind, und weitere religiöse Schriften. Das Mischnatraktat Gittin 45b verlautbart: „Sifrei-Tora, Tefillin und Mezuzot, die von Häretikern, Sternenanbetern, einem Sklaven, einer Frau, einem Minderjährigen, einem Kutäer oder einem Apostaten aufgeschrieben werden, sind für den rituellen Gebrauch ungeeignet.“ Die Entscheidungen bezüglich Mezuzah und Tefillin sind im Prinzip unter den Anhängern des talmudischen Gesetzes unumstritten.

## Chasanot (Kantorinnen)
- Angela Warnick Buchdahl (* 1972), New York[15]
- Julia Cadrain, New York[16][17]

## Musikerinnen
Jüdische Musik war früher eine ausschließlich mündliche Tradition – Resultat eines spezifischen Musikverständnisses des jüdischen Welt- und Gottesbildes. Die frühesten Manuskripte jüdischer Musik stammen aus dem 18., die ersten gedruckten Noten gar aus dem 19. Jahrhundert.

## Komponistinnen
- Sarah Nemtsov wurde 1980 in Oldenburg geboren. Ihre Werke werden bei internationalen Festivals aufgeführt, wie den Donaueschinger Musiktagen, den Internationalen Ferienkursen für Neue Musik Darmstadt, der Münchener Biennale, den ISCM World New Music Days, dem Straßburger Festival Musica, Ultraschall Berlin, MaerzMusik, den Bregenzer Festspielen, dem SPOR Festival Dänemark, FRUM Island, der Klangwerkstatt Berlin, Wien modern, Klangspuren Schwaz, Israel Festival und Musik 21 Niedersachsen. Ihre Kammeroper Herzland nach Paul Celans Briefwechsel wurde 2006 in Hannover uraufgeführt und u. a. auch in der Reihe „unerhörte Musik“ (Berlin) präsentiert. 2011 fand eine Neuproduktion von Herzland an der Bayerischen Staatsoper statt. Ihre abendfüllende Oper L’ABSENCE (2006–2008) nach dem Buch der Fragen von Edmond Jabès wurde im Mai 2012 bei der 13. Münchener Biennale uraufgeführt.
- Deborah Sacks Mintz ist Community Singing Consultant der Hadar’s Rising Song Institute und bietet Unterstützung für Gemeinden in ganz Nordamerika und darüber hinaus, die ihre Praxis des religiösen Gesangs und des verbindenden Gebets vertiefen möchten. Als Ba'al-Tefila und Pädagogin hat Deborah innovative Institutionen in den USA betreut, darunter die Kongregation Beth Elohim in Brooklyn, das Brandeis Collegiate Institute in Los Angeles und B’nai Jeshurun in Manhattan. Deborah komponiert nicht nur neue jüdische Musik, sondern tritt auch regelmäßig mit Musikern auf, auch CD-Einspielungen als Sängerin in Joey Weisenbergs Hadar Ensemble. Als Wexner Graduate Fellow studiert sie am Jewish Theological Seminary mit dem Ziel der Ordination als Rabbinerin.

## Adaption im FilmYentl
Das traditionelle Leben eines jüdischen Mädchens im östlichen Mitteleuropa zeigt der US-amerikanische Film Yentl von Barbra Streisand aus dem Jahr 1983. Yentls Mutter starb, und ihr Vater unterrichtet sie, ähnlich wie im Falle von Asenath Barzani, in den Lehren des Talmud. Er basiert auf der Kurzgeschichte Yentl, the Yeshiva Boy von Isaac Bashevis Singer.
In dem Film geht es um das jüdische Mädchen Yentl aus dem östlichen Mitteleuropa. Ihre Mutter starb, und ihr Vater unterrichtet sie heimlich in den Lehren des Talmud – was nach Meinung der meisten Chassidim verboten ist. Nach dem Tod ihres Vaters verkleidet sie sich als Mann und nennt sich fortan Anshel, um an einer Yeshiva, einer Religionsschule, zu studieren. Sie verliebt sich in einen Mitstudenten namens Avigdor.

## Geschichte
Früher wurde die Rolle der Jüdin durch die Hebräische Bibel, die rabbinische Literatur, das Gewohnheitsrecht und nicht-religiöse kulturelle Einflussgrößen bestimmt. Obwohl die Bibel und die rabbinische Literatur verschiedene weibliche Rollenmodelle beschreiben, auch solche, nach denen Frauen Männern gleichgestellt oder sogar überlegen sind, wurden Frauen durch orthodoxe Rabbiner nach dem religiös begründeten Recht manchmal grundsätzlich anders behandelt als Männer.
Im traditionellen Judentum kann die Zugehörigkeit zum Judentum nur von Frauen durch Geburt an ihre Kinder weitergegeben werden. Demnach werden ausschließlich die Nachkommen jüdischer Frauen bereits als Juden geboren. Nachkommen eines jüdischen Mannes und einer nichtjüdischen Frau müssen hingegen zum Judentum konvertieren, wenn sie als Juden von traditionellen Gemeinden anerkannt werden wollen.
Gleichwohl der Status der Väter bezüglich der Aussage „Wer jüdisch ist“ völlig unberücksichtigt bleibt, wird die Zugehörigkeit zum Stamm der Leviten und auch der Kohanim wiederum ausschließlich über den Vater weitergegeben.
Und auch bei der noch heute verbreiteten Nennung der Herkunftsfamilie im Anschluss an den eigenen Namens, wird lediglich der Vater erwähnt. Dies in der Form „Dinah, Bat Jacob“ oder „David, Ben Moshe“, wobei im Hebräischen Ben „Sohn“ und Bat „Tochter“ bedeutet. Eine Systematik, wie sie schon in den Texten der Tora vorherrscht und auch heute noch bei der Einreise nach Israel angegeben werden muss.
Im 20. Jahrhundert und besonders seit den 1970er-Jahren begannen Frauen zunächst in liberalen Gemeinden, später auch im konservativen und orthodoxen Umfeld, vermehrt Aufgaben in der Öffentlichkeit zu übernehmen.

### Biblische Zeit

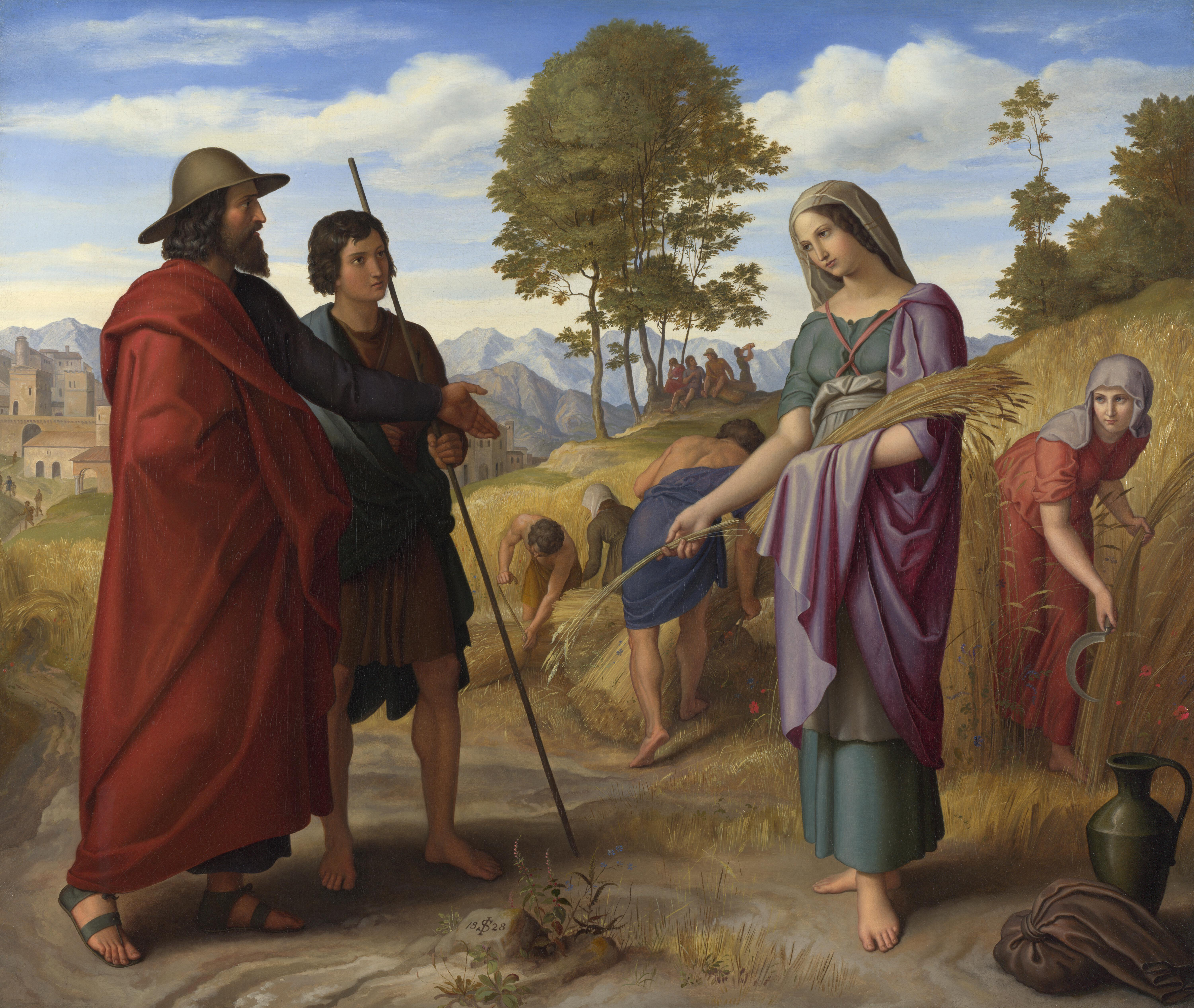
Julius Schnorr von Carolsfeld: Ruth bei der Nachlese im Feld des Boas, 1828

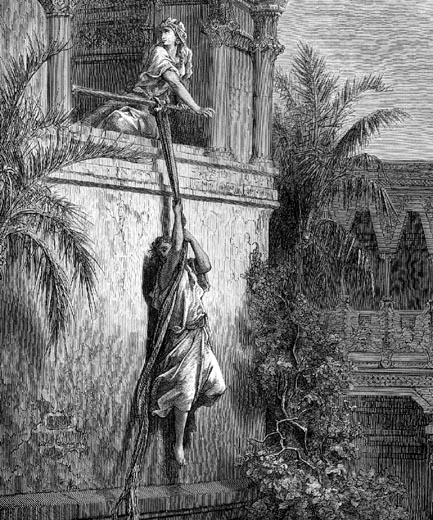
Gustave Doré: Michal lässt David durchs Fenster entkommen, 1865

In der Bibel werden nur wenige Frauen mit Namen und sozialer Rolle erwähnt. Dies weist darauf hin, dass sie kaum im Vordergrund des öffentlichen Lebens standen. Es gibt Ausnahmen von dieser Regel, zu denen die Erzmütter Sara, Rebekka, Rachel und Leah gehören, weiterhin die Prophetinnen Mirjam und Huldah, die Richterin Deborah, Abigail, die David heiratete, Rahab und Königin Ester. Nach der Darstellung der Bibel trafen die relativ wenigen öffentlichen Auftritte dieser Frauen nicht auf Widerstand.
Nach jüdischer Tradition wurde am Berg Sinai ein Bund zwischen dem Gott Abrahams, Isaaks und Jakobs und den Israeliten geschlossen. Die Tora teilt mit, dass dabei Männer und Frauen anwesend waren. Der Bund war aber so formuliert, dass er die Männer darauf verpflichtete und von ihnen forderte, seine Beachtung und Einhaltung durch die Haushaltsmitglieder, also Frauen, Kinder und Sklaven, sicherzustellen. In diesem Sinne bezog der Bund auch die Frauen ein, wenngleich indirekt.
Ehe- und Familienrecht bevorzugten in den biblischen Zeiten den Mann. Ein Ehemann konnte sich beispielsweise von seiner Frau scheiden lassen, wenn er wollte, aber eine Frau konnte dies umgekehrt nicht ohne seine Zustimmung tun. Die Praxis der Leviratsehe galt für Witwen von Ehemännern, die ohne Nachkommen verstorben waren, nicht aber für Witwer von kinderlos verstorbenen Ehefrauen; wenn jedoch einer von ihnen nicht zustimmte, kam es zu einer andersartigen Zeremonie, der Chalitza. Gesetze hinsichtlich des Verlusts der Jungfräulichkeit sind ohne männliches Pendant. Diese und andere Genderunterschiede der Tora lassen darauf schließen, dass Frauen den Männern untergeordnet waren. Außerdem wurden wohl Kontinuität der Familientradition, das Eigentum und die Einheit der Familie in der Gesellschaft als höherrangig angesehen. Die Tora benennt allerdings auch spezifische Verpflichtungen von Männern gegenüber ihren Ehefrauen, darunter ihre Versorgung mit Nahrungsmitteln, Kleidung und ehelicher Verkehr.
Frauen spielten auch bei den religiösen Riten eine Rolle. Sie mussten ebenso wie Männer eine jährliche Pilgerfahrt zum Tempel in Jerusalem machen und das Pessach-Opfer darbringen. Dies geschah auch zu Anlässen wie dem toda („Dankopfer“) nach der Geburt eines Kindes. Frauen nahmen also bei vielen der wichtigen öffentlichen Ereignisse wie die nichtlevitischen Männer eine religiös bedeutsame Rolle ein, wenn auch seltener und allgemein eher in zurückhaltender Form.
Frauen waren von Männern wirtschaftlich abhängig. Sie hatten im Allgemeinen kein Eigentum, außer in dem Fall, dass sie Land von ihrem Vater erbten, wenn dieser keine Söhne hatte. Auch „in diesen Fällen war die Frau verpflichtet, innerhalb ihres Stammes zu heiraten, damit der Landbesitz des Stammes nicht verkleinert wird“. Dies geht auf die Erzählung der fünf in der Bibel namentlich erwähnten Töchter Zelofhads zurück. Nach dem Tod ihres Vaters erbitten die fünf Töchter von Mose das Recht, den Anteil des Gelobten Landes, der ihrem Vater zufallen sollte, zu erben, damit der Name ihres Vaters, obwohl keine männlichen Nachkommen existieren, erhalten bleibt. Dazu fordern sie ein Gottesurteil am Eingang des Begegnungszeltes. Dieses entscheidet zu ihren Gunsten (Num 27,1-11 ). Die Gileaditer argumentieren gegen das Erbrecht der Frauen, dass so der Landbesitz eines Stammes durch Heirat verloren gehen könnte. Es wird deshalb festgelegt, dass die Töchter Zelofhads nur innerhalb ihres Stammes heiraten dürfen (Num 6 ). In Jos 17,1-6  wird ihnen tatsächlich Landbesitz zugeteilt.
Nach Darstellung des anglikanischen Theologen John Bowker beten Frauen und Männer entsprechend der Tradition getrennt. Dies geht auf die Antike zurück, als Frauen nur den zweiten Hof des Tempels betreten durften.
Zwei von fünf Megillot sind nach Frauen benannt, und ihr Vortrag gehört bis heute zur Liturgie bestimmter jüdischer Feiertage. Das Buch Esther wird an Purim vorgetragen, und das Buch Rut ist Bestandteil der Liturgie des Wochenfestes Schawuot.

### Talmudische Zeit
Klassische rabbinische Literatur, darunter auch die Sprüche der Väter, enthält Passagen, die Lobpreisungen oder die Herabsetzung von Frauen zum Ausdruck bringen. Der Talmud stellt fest:
- Rechtschaffene Frauen erhalten einen größeren Lohn als rechtschaffene Männer[26]
- Der Welt wurden zehn Maßeinheiten der Rede gegeben, davon nahmen die Frauen neun für sich[27]
- Frauen sind „leichten Sinns bei grobem Wissen“ d. h. sie besitzen mehr Intuition.[28]
- Ein Mann ohne Frau lebt ohne Freude, ohne Segen und ohne Güte. Ein Mann sollte eine Frau lieben wie sich selbst und höher achten als sich selbst.[29]
- Wenn Rav Yosef b. Hiyya die Schritte seiner Mutter hörte, pflegte er zu sagen: Lass mich vor der Ankunft der Gegenwart Gottes[30] aufstehen.
- Israel wurde aus Ägypten aufgrund der Tugend der rechtschaffenen Frauen errettet.[31]
- Ein Mann muss darauf achten, niemals herabsetzend zu seiner Frau zu sprechen, da Frauen zu Tränen neigen und sehr empfindsam auf Fehlverhalten reagieren.[32]
- Frauen haben einen stärkeren Glauben als Männer.[33]
- Frauen sind scharfsinniger und einsichtiger als Männer.[34]
- Frauen sind besonders empfindsam und mitfühlend.[35]

Nur wenige Frauen werden in der rabbinischen Literatur namentlich genannt. Keine hat rabbinische Werke verfasst. Die genannten aber werden als Frauen dargestellt, die einen starken Einfluss auf ihre Ehemänner haben. Gelegentlich waren dies Personen des öffentlichen Lebens. Beispiele sind Bruriah, Ehefrau des Tanna Rabbi Meir; Rachel, Ehefrau von Rabbi Akiva; und Yalta, Frau von Rabbi Nachman. Rabbi Elazars Frau beriet ihren Mann, als er die Führung im Sanhedrin übernahm. Als Rabbi Elazar ben Azarya die Rolle des Nasi („Prinz“ = Präsident des Sanhedrin) übernehmen sollte, antwortete er, er müsse sich zuerst mit seiner Frau beraten, was er auch tat.

### Mittelalter
Weil Juden in der christlichen wie der muslimischen Welt als Bürger zweiter Klasse angesehen wurden, war es für Frauen umso schwerer, ihren Status zu sichern. Der israelische Historiker Avraham Grossman stellt in seinem Buch Pious and Rebellious: Jewish Women in Medieval Europe dar, dass drei Faktoren die Wahrnehmung der Frauen durch die sie umgebende Gesellschaft bestimmten: „das biblische und talmudische Erbe, die Situation in der nicht-jüdischen Gesellschaft, in der die Juden lebten und arbeiteten, und der wirtschaftliche Status der Juden, einschließlich der Rolle der Frau bei der Erhaltung der Familie.“ Grossman stellt dar, dass aufgrund aller drei Faktoren der Status der Frauen in dieser Zeit erhöht wurde.
Während des Mittelalters gab es einen Konflikt zwischen den hochgespannten Erwartungen des Judentums an die Frauen und der gesellschaftlichen Realität, was auch auf christliche Frauen derselben Zeit zutrifft. Dies veranlasste das kabbalistische Werk Sefer Hakanah zu der Forderung, Frauen sollten die Mitzvot in einer den Männern gleichwertigen Weise erfüllen.

#### Religiöses Leben

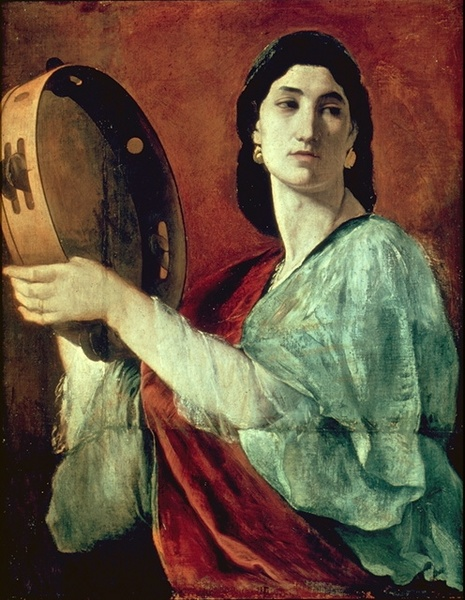
Anselm Feuerbach: Mirjam

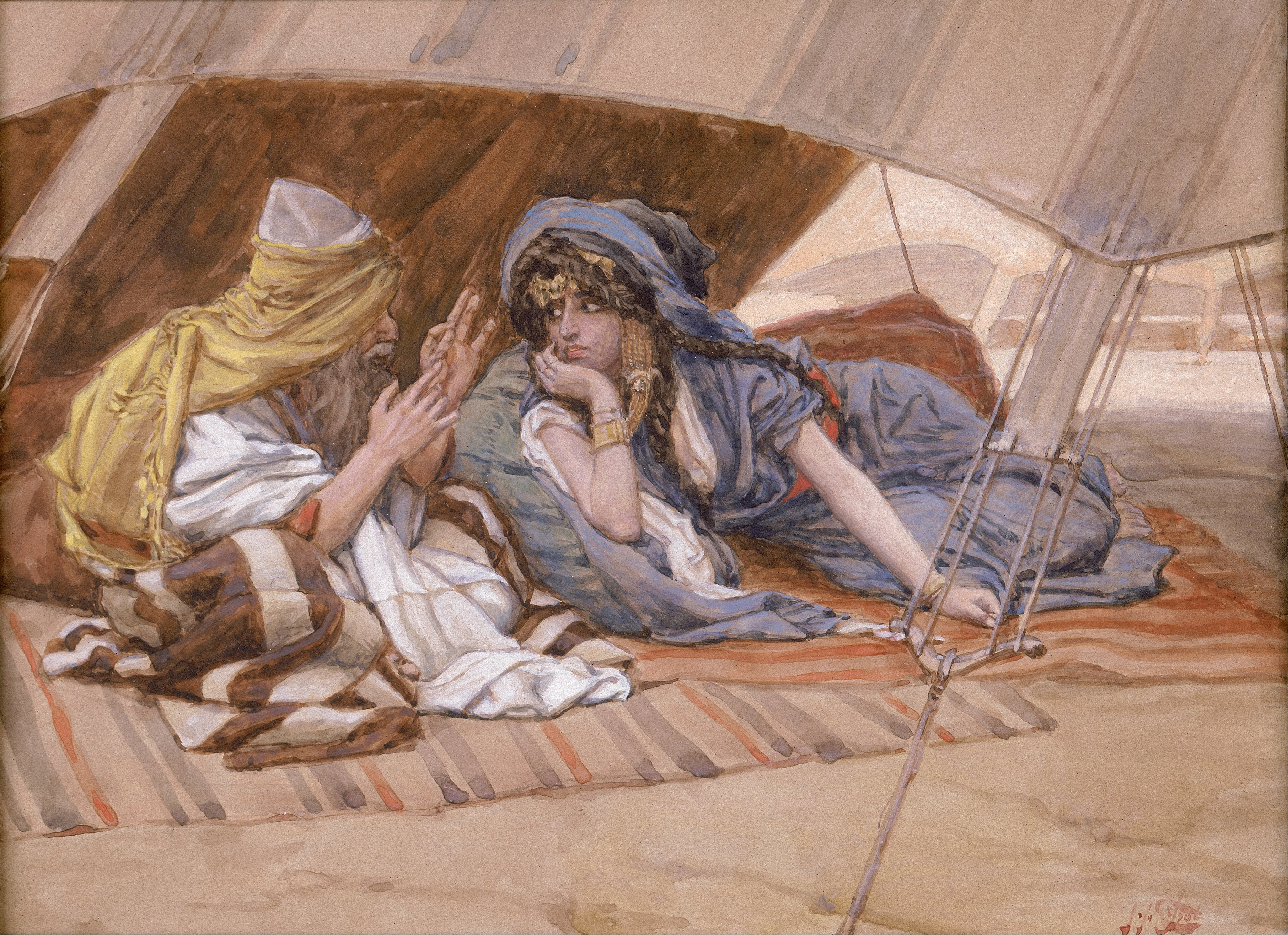
James Tissot: Abraham rät Sarai, sich nicht als seine Frau, sondern als seine Schwester auszugeben

Religiöse Entwicklungen führten im Mittelalter zu einer Abschwächung des Verbotes der Lehre der Torah durch Frauen und zur Entstehung von Gebetsgruppen der Frauen. Seit der Zerstörung des Jerusalemer Tempels im Jahre 70 wurden Synagogen zu einem Ort der öffentlichen Teilnahme an Praktiken des jüdischen Lebens. Wahrscheinlich lernten die Frauen auch die Liturgie auf Hebräisch zu lesen. Es gibt Hinweise darauf, dass im 15. Jahrhundert in einigen aschkenasischen Gemeinden die Frau des Rabbi die Zizit genau wie ihr Ehemann trug.
In den meisten Synagogen bekamen Frauen ihren eigenen Bereich zugewiesen, höchstwahrscheinlich eine Galerie; einige Synagogen hatten ein abgetrenntes Gebäude. Separierung von den Männern wurde von den Rabbinern in der Mischna und dem Talmud festgelegt. Die Begründung hinter der Halacha war, dass eine Frau mit ihrem Körper Männer ablenken und ihnen während des Gebets unreine Gedanken eingeben könnte. Aufgrund dieser rabbinischen Interpretation haben Wissenschaftler die Rolle der Frau in der Synagoge für begrenzt oder gar nicht existent gehalten. Jüngere Studien haben jedoch aufgezeigt, dass Frauen tatsächlich eine größere Rolle in Synagoge und Gemeinde spielten. Frauen betraten die Synagogen beispielsweise an Sabbat und Feiertagen. Je nach dem Aufenthaltsort innerhalb der Synagoge nahmen sie an denselben gottesdienstlichen Handlungen teil wie die Männer oder nahmen ihre eigenen vor. Abhängig von der Größe der Synagogen gab es mitunter eine Frau, die dem Vorsänger folgen konnte und die Gebete für die Frauen laut wiederholte. Frauen hatten dem Gottesdienst an Sabbat und Feiertagen immer beigewohnt, aber seit dem 11. Jahrhundert beteiligten sich Frauen stärker an den Riten der Synagoge. Getrennt von Männern sitzende Frauen wurden zu Beginn des 13. Jahrhunderts zur Norm. Frauen beteten jedoch nicht nur in der Synagoge, sondern dekorierten das Gebäude. Es gibt Vorhänge für den Torahschrein und Torah-Decken, die von Frauen genäht wurden und sich bis heute erhalten haben. Die Synagoge war ein gemeinschaftlicher Ort für Männer und Frauen, wo Gottesdienste, Studium und Gemeindeaktivitäten stattfanden.
Der Aufstieg und die wachsende Popularität der Kabbalah, in der die Schechina und weibliche Aspekte der göttlichen Allgegenwart und der göttlich-menschlichen Beziehung betont wurden, hatte einen großen Einfluss auf die Stellung der Frau. Die Ehe wurde als ein heiliger Bund und weniger als bürgerlicher Vertrag zwischen den Ehepartnern betrachtet. Kabbalisten erklärten die Menstruation als Ausdruck des sündigen oder dämonischen Charakters der menstruierenden Frau. Diese Veränderungen wurden von verstärkten frömmlerischen Engführungen begleitet, zu denen strengere Vorschriften zur Bescheidenheit bspw. der Kleidung und strengere Regeln für die Zeit rund um die Periode gehörten. Zur selben Zeit gab es eine steigende Zahl philosophischer und midraschischer Deutungen, die Frauen in einem negativen Licht zeigten. Die Dualität von Geist und Materie wurde betont, wobei Weiblichkeit negativ mit Materie und der Verhaftung ans Irdische verknüpft wurde. Die heidnische Gesellschaft wurde dazu als Quelle schädlicher Einflüsse auf die jüdische Gemeinschaft betrachtet. Es scheint, dass Juden die Zurückhaltung ihrer nichtjüdischen Nachbarn geprüft haben, bevor sie offiziell in eine neue Umgebung zogen, weil ihnen bewusst war, dass ihre Kinder von den vor Ort lebenden Nichtjuden beeinflusst würden.
Zur Zeit der Kreuzzüge erlitten Jüdinnen oft mit ihren Familien gemeinsam den Märtyrertod. Christliche Märtyrerinnen waren dagegen oft Mitglieder von Konventen oder religiösen Orden.
Nach der Vertreibung der Juden aus Spanien (1492) wurden Frauen zur nahezu einzigen Quelle jüdischer Rituale und Traditionen auf der nunmehr rein katholischen iberischen Halbinsel, auf der das Phänomen des sogenannten Kryptojudentums an Bedeutung gewann. Die Frauen der sogenannten Marranen schlachteten ihre Tiere selbst und stellten sicher, dass so viele Speisevorschriften und Regeln des täglichen Lebens eingehalten wurden wie nur möglich, ohne Verdacht zu erregen. Mitunter wurden diese Frauen durch die Inquisition verfolgt, wenn sie sich beispielsweise durch das Entzünden der Sabbatkerzen oder durch die Ablehnung von Schweinefleisch verdächtig machten, das ihnen angeboten wurde. Die Inquisition zielte mindestens so sehr auf Frauen wie auf Männer, weil Frauen unterstellt wurde, dass sie die jüdische Tradition weitergaben, während Männer ihren Frauen und Töchtern lediglich erlaubten, den Haushalt in dieser Weise zu regeln.

#### Häusliches Leben
Ehe, häusliche Gewalt und Scheidung werden von jüdischen Chachamim des Mittelalters abgehandelt. Die Ehe galt als wichtige Institution und wird von den Gelehrten der Zeit ausführlich dargestellt.
Rabbeinu Gershom erließ ein rabbinisches Dekret (Takkanah), das Polygamie unter aschkenasischen Juden erstmals verbot. Die Rabbiner führten Gerichtsverfahren ein, um Frauen den Antrag auf Scheidung zu ermöglichen. Maimonides entschied, eine Frau, die ihren Mann „abstoßend“ finde, könne eine Scheidung erzwingen, „weil sie nicht wie eine Gefangene ist, die zum Verkehr mit jemandem gezwungen ist, der ihren Abscheu erregt.“ Für Christinnen war die Scheidung keine Wahlmöglichkeit. Ab dem 10. Jahrhundert betrachtete das Christentum die Ehe als unauflösliches Sakrament. (Vergleiche Scheidung).
Die Rabbiner legten auch strengere Regeln bezüglich häuslicher Gewalt fest. Rabbi Peretz ben Elijah entschied, „Der Ruf der Töchter unseres Volkes über die Söhne Israels ist erhört worden, die ihre Hände gegen ihre Frauen zum Schlag erheben. Aber wer hat einem Ehemann das Recht gegeben, seine Frau zu schlagen?“ Rabbi Meir von Rothenburg entschied, dass „weil es die Art der Heiden ist, sich so zu verhalten, verbiete es der Himmel, dass irgendein Jude sich so verhalte. Wer seine Frau schlage, soll exkommuniziert, gebannt und geschlagen werden.“ Meir von Rothenburg entschied darüber hinaus, eine geschlagene Frau könne eine Petition bei einem Rabbinergericht einreichen, um ihren Ehemann zur Einwilligung in die Scheidung zu zwingen. Dabei habe er eine Geldbuße zusätzlich zur gewöhnlichen Ketubah zu leisten. Diese Entscheidungen wurden inmitten von Gesellschaften getroffen, in denen das Schlagen der Ehefrau alltäglicher Brauch und gesetzlich gestattet war.

### Bildung
Seit dem 14. Jahrhundert gewann der Beruf der Geldverleiherin auch im deutschen Reichsgebiet zunehmend an Bedeutung, nachdem er in Frankreich schon seit längerer Zeit verbreitet war. In manchen Städten lag der Anteil der Frauen unter den jüdischen Geldverleihern bei mehr als einem Viertel, wobei die beachtliche Zahl an Witwen besonders auffällig ist. Viele Frauen erwarben Bildung und führten als Witwe die Geschäfte ihrer Männer, teilweise erfolgreicher weiter oder gründeten selbst ein Geschäft. Belegt sind Reynette von Koblenz und Zornline aus Frankfurt, sowie Gutta und Jut aus Nürnberg. Sie führten ein für Jüdinnen im Spätmittelalter sehr typisches Leben. Erwerbstätige Jüdinnen brachten den Unterhalt für ihre Familien sehr oft ganz allein auf, damit ihre Ehemänner lebenslang und ungestört die Torah an einer Jeschiwa studieren konnten. Übliche Berufe waren auch Dienstmagd, Bademeisterin, Ärztin, Kopistin, Hebamme, Spinnerin, Weberin Stickerin sowie weitere Dienstleistungs- und Handwerksberufe.

### Gleichstellung der Frau im jüdischen Erb- und Eherecht
Die Rabbinen entschieden mit Beginn des 14. Jahrhunderts, dass auch Frauen erben können. Der Impuls für die Erbrechtsänderung ging vermutlich von den gallo-romanischen Juden aus, in deren ehemaliger Heimat selbständige weibliche Geldverleiherinnen schon seit geraumer Zeit keine Seltenheit waren.
Seit dem 14. Jahrhundert wurden Schutz- und Niederlassungsprivilegien individuell und befristet an jüdische Haushaltsvorstände gegen eine jährliche Gebühr vergeben, während davor die jüdische Gemeinde die wichtigste rechtliche Instanz in der Beziehung der Juden zu den nichtjüdischen Herrschaftsträgern und Schutzmächten war. Die Einzelfamilie gewann zunehmend an Bedeutung. Bedingt durch die besondere rechtliche Entwicklung gewann die jüdische Familie nunmehr auch als wirtschaftliche Kleinstorganisation eine wesentliche größere Geltung.

### Jüdinnen im 18. und 19. Jahrhundert

Porträt Rahel Varnhagen. Lithographie (1834) von Gottfried Küstner nach Moritz Daffingers Pastell von 1818

Rahel Varnhagen von Ense, geborene Levin (1771 bis 1833) war eine deutsche Schriftstellerin und Salonnière. Sie war eine Figur der romantischen Epoche, vertrat jedoch Positionen der jüdischen Aufklärung (Haskala). Sie trat für die jüdische Emanzipation und die Emanzipation der Frauen ein.
Jüdinnen hatten im 18. Jahrhundert nur begrenzte Möglichkeiten, sich zu bilden. Sie lernten lesen, schreiben und das Führen eines Haushalts. Sie erhielten außerdem eine gewisse Ausbildung im religiösen Recht, das für ihr Alltagsleben bedeutsam war, wie zum Beispiel die Speisegesetze. Christliche und jüdische Mädchen wurden im Hause unterrichtet. Während aber christliche Mädchen einen männlichen oder weiblichen Lehrer haben konnten, war er für die meisten jüdischen Mädchen weiblich.
Höhere Bildung war für beide ungewöhnlich. Christinnen konnten zu diesem Zweck einem Konvent beitreten. Bildung von Jüdinnen ist im muslimischen Umfeld besser belegt. Die jüdische Gemeinde im Nahen Osten wies eine Vielzahl hochgebildeter Frauen auf. Die Kairoer Geniza ist voller Briefwechsel zwischen Familienmitgliedern und Ehefrauen. Viele der Briefe sind fromm und poetisch und drücken den Wunsch aus, dem entfernten Familienmitglied näher zu sein. Testamente und andere Dokumente wie auch Petitionen in Fällen von Missbrauch oder anderen Familienkonflikten wurden von Frauen verfasst oder diktiert.

### Orthodoxe Meinungen zur Frage der Frauenbildung
Aus manchen Zusammenhängen der Mischna und des Talmud haben orthodoxe Rabbiner früher geschlossen, dass Frauen nicht die Mischna studieren sollten. Es gab jedoch auch Rabbinerinnen und Leiterinnen von Jeschiwas wie Asenath Barzani, (1590 – 1670 in Amediye, Kurdistan) auch Leiterin der Jeschiwa in Mosul, sowie religionsgesetzlich gebildete Frauen in tannaitischer Zeit wie beispielsweise Rabbi Meirs Frau, Rabbi Meirs Tochter und die Tochter von Haninyah ben Teradyon. Haninyahs Tochter wird zudem als Gelehrte in dem nichttalmudischen Text des 3. Jahrhunderts Traktat Semahot Vers 12:13 genannt. Rabbi Meirs Frau wird zugutegehalten, dass sie ihm einige Verse des Isaiah erklärte. In der Mischna gibt es auch einen Hinweis auf gewisse Frauen, die Männern hinter einem Vorhang versteckt die Tora erklären.
Eine Yeshiva oder Talmud-Schule gilt als ausschließlich männliches Umfeld, da Frauen am Talmudstudium nicht beteiligt sind.

#### Beruryah
Beruryah (üblicher jüdischer Mädchenname mit der Bedeutung „Die Klarheit Gottes“) wird im Talmud namentlich als weibliche Tanna erwähnt. Ursprünglich glaubte man, sie sei entweder Rabbi Meirs oben erwähnte Frau oder Rabbi Chaninyahs oben erwähnte Tochter. In den letzten drei Jahrhunderten haben jedoch rabbinische Gelehrte festgestellt, dass diese Fälle aufgrund der zeitlichen Zuordnung nicht zu Beruryahs Urteilssprüchen und ihren Lebensdaten passen. Daher wird sie heute einfach als Beruryah ohne bekannte Abstammungslinie angesprochen.
Ihre rechtlichen Entscheidungen waren geringfügig, aber von grundlegender Bedeutung für Jüdinnen der Neuzeit. Sie wird mindestens vier Mal in der Diskussion des babylonischen Talmud erwähnt: Berachot 10a, Tosefta Pesahim 62b, Eruvin 53b–54a und Avoda sara 18b. In einem Fall entschied sie über den religiösen Sinn von „klaustra“, einem seltenen griechischen Wort, das im Talmud wohl einen Türriegel bezeichnet. Rabbi Yehudah Hanassi lehnte es ab, dass Frauen zu religiöser Auslegung fähig seien, mit dem Tanna Rabbi Jesse dem Galiläer meinte er, man solle nicht zu viel mit Frauen sprechen, und schrieb die Auslegung Rabbi Joshua zu, der möglicherweise ihr Vater war.
Beruryah wurde im Talmud mit größtem Respekt bedacht. Sie wird als Genie gepriesen, weil sie an einem einzigen Tag dreihundert Halachot von dreihundert Gelehrten studierte (Pesachim 62b). Dies widersprach deutlich der üblichen Auffassung gegenüber Frauen, die die Torah studierten.

#### Raschis Töchter
Raschi hatte keine Söhne und unterrichtete daher seine drei Töchter in der Mischna und dem Talmud, bis sie sie auswendig kannten, wie es die jüdische Tradition verlangt. Daraufhin gaben sie ihr Wissen über die ursprünglichen Mischna-Kommentare an die aschkenasischen Männer der nächsten Generation weiter. Nach unbestätigten Überlieferungen sollen Raschis Töchter auch Tefillin gelegt haben.

#### Haim Yosef David Azulai, alias „Chida“
Chida schrieb (Tuv Ayin, Nr. 4), eine Frau solle nicht die Mischna studieren, wenn sie nicht wolle: „Man kann Frauen nicht wie Jungen zum Lernen zwingen.“ Wenn sie jedoch lernen will, dann soll sie dies nicht nur selbstständig tun dürfen, sondern Männer können sie unterrichten, woraufhin sie andere Frauen unterrichten dürfen, wenn sie es möchten. Nach Chidas Auffassung bezieht sich das Verbot der Unterrichtung der Frauen nicht auf Mädchen oder Frauen, die Interesse zeigen. Andere Mischna-Rabbiner stellten diese Auslegung Chidas infrage.
Er antwortete den Kritikern, es gebe tatsächlich ein Verbot, die Mischna zu lehren, aber dieses beziehe sich auf alle Schüler, männliche und weibliche, wenn sie nicht vorbereitet und interessiert seien. Er bezog sich auf talmid she-eino hagun (Shulhan Arukh, Yoreh De’ah 246:7). Der Babylonische Talmud, Berakhos 28a, besagt, dass Rabban Gamliel verkündete, jeder Schüler, der nicht rein genug sei, so dass sein "äußeres Selbst dem inneren gleich" sei, dürfe den Schulsaal nicht betreten. Dieser Anspruch auf völlige Reinheit wurde von anderen Rabbinern des Altertums zurückgewiesen: „Wer nicht für den Namen Gottes ist, wird für den Namen Gottes werden“. Ein mittlerer Anspruch wurde von den Juden als Norm angenommen. Nur wenn man weiß, dass ein Schüler der Mischna (Mishnayot = einzelne Aussagen der Mischna) wirklich schlecht ist, darf er nicht unterrichtet werden. Chida stellte jedoch fest, dass für Frauen ein höherer Standard zu gelten scheine: Sie müssen Interesse zeigen, um die Erlaubnis zu bekommen zu lernen. Dies war seine Antwort auf die Tradition der Mizrachim.

#### Israel Meir Kagan
Einer der bedeutendsten aschkenasischen Rabbiner seiner Zeit, Israel Meir Kagan, bekannt als „Chofetz Chaim“, befürwortete die Unterrichtung der Mädchen, um so den Einfluss der französischen „Benimm-Schulen“ einzudämmen, die in seiner Zeit für die Mädchen der Bourgeoisie vorherrschend waren.
„Es scheint, dass alle (diskriminierenden Gesetze) für frühere Generationen bestimmt waren, als jeder seinen Platz in der Familie einnahm und die Tradition so stark war, dass alle den Pfaden der Vorväter folgten. Unter diesen Voraussetzungen konnten wir vertreten, dass Frauen nicht die Mischna studieren und sich bei ihrer religiösen Orientierung auf ihre Eltern verlassen. In der Gegenwart ist jedoch die Tradition aufgrund der Unzahl unserer Sünden geschwächt und es ist üblich geworden, dass Menschen nicht in der Nähe ihrer Familien leben, besonders die Frauen, die sich dem Erlernen der Volkssprache widmen. Daher ist es nun eine große Mitzvah geworden, sie die Schrift und die moralischen Lehren unserer Gelehrten zu lehren, wie Pirkei Avos, Menoras Ha-Ma’or und andere, so dass sie unseren heiligen Glauben verinnerlichen. Wenn wir dies nicht tun, werden sie geneigt sein, den Pfad Gottes zu verlassen und alle Prinzipien unseres Glaubens zu verletzten.“

#### Joseph Ber Soloveitchik
Rabbiner Joseph Ber Soloveitchik ergänzte die Lehre des Hafetz Haim. Rabbiner Solovetchik lehrte, alle religiösen aschkenasischen Juden mit Ausnahme der radikalen Hasidim, sollten oder müssten im Falle des Interesses ihre Töchter ebenso wie die Jungen in der Gemara unterweisen. Zusammen mit anderen institutionalisierte er die Vermittlung von Mischna und Talmud an Mädchen, wie eine Autobiographie des Rabbiner Mayor Twersky deutlich macht: A Glimpse of the Rav in R. Menachem Genack hrsg. von Rabbiner Joseph B. Soloveitchik: Man of Halacha, Man of Faith, Seite 113:
„Die Halacha-Verbote des Torah-Studiums für Frauen sind nicht allumfassend und ohne Unterscheidungen. Es besteht eine vollständige Einigkeit in der Frage, dass Frauen verpflichtet sind, die Halakhot zu den Mitsvot zu studieren, die für sie gelten… Das Verbot …bezieht sich auf das weitergehende mögliche Studium. Falls je die Umstände es gebieten, dass das Tora-Studium für ein festes Glaubensfundament nötig ist, so wird dies Studium zur Pflicht werden, jenseits aller Schranken eines Verbots.“

## Liberales Judentum

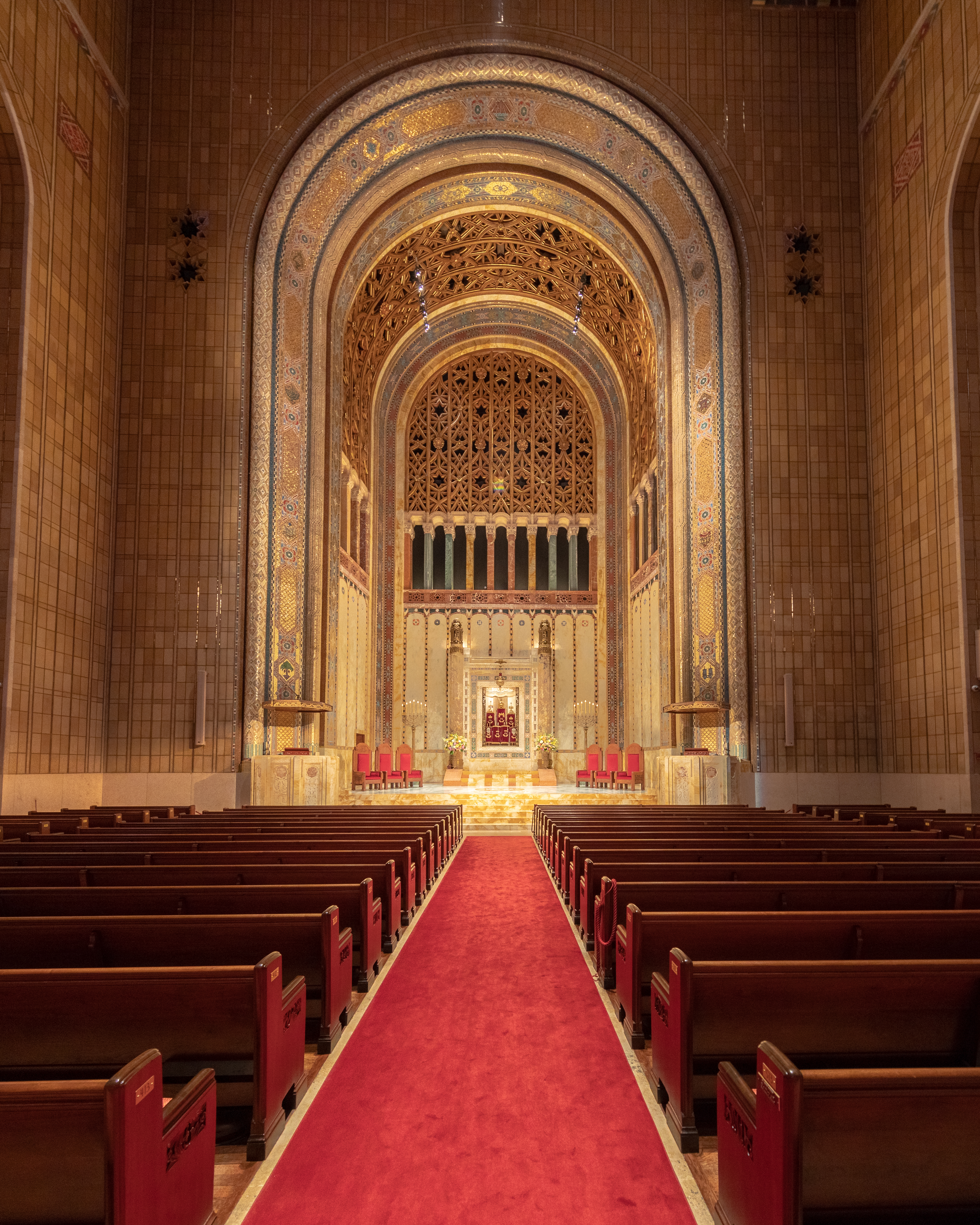
Congregation Emanu-El of the City New York Innenansicht mit der reich ornamentierten Bima.

Die Ursprünge des Reformjudentums liegen im Deutschland des 19. Jahrhunderts und gehen auf die Rabbiner Abraham Geiger, Samuel Holdheim, David Einhorn und andere zurück. Ein bedeutender Vertreter in Deutschland war Leo Baeck (1873 -1956). Er war jahrelang die unbestrittene Führungsfigur und Repräsentant der deutschen Judenheit.
Das liberale Judentum bildete in Deutschland bis zur Schoah die Mehrheit innerhalb der „Einheitsgemeinden“.
Das liberale Judentum (auch Progressives Judentum oder, besonders in Nordamerika, Reformjudentum) ist eine bedeutende jüdische Konfession, die die Überlegenheit ihrer ethischen Aspekte gegenüber den zeremoniellen hervorhebt, sowie den Glauben an eine kontinuierliche Offenbarung, die eng mit der menschlichen Vernunft und dem Intellekt verbunden ist und sich nicht auf die  Theophanie am Berg Sinai konzentriert. Als liberaler Zweig des Judentums zeichnet sie sich weniger durch die Betonung von Ritualen und der persönlicher Einhaltung der religiösen Ge- und Verbote des jüdischen Gesetzes aus, denn jeder einzelne Jude ist autonom. Es besteht eine große Offenheit gegenüber äußeren Einflüssen und fortschrittlichen Werten.
Angela Warnick Buchdahl ist die erste asiatische Amerikanerin, die zum Rabbiner geweiht wurde. 2011 wurde sie von Newsweek und dem Daily Beast als eine der „einflussreichsten Rabbiner Amerikas“ erwähnt und 2012 von der Daily Beast als eine der „50 einflussreichsten Rabbiner Amerikas“ bezeichnet. Bei Forward 50 war sie 2014 unter den Top Five. Forward 50 ist eine Liste amerikanischer Juden, die national den größten Einfluss hatten. Am 1. Juli 2014 trat Angela Buchdahl die Nachfolge von Peter Rubinstein als Oberrabbiner der Central Synagogue (Manhattan) an. Die Zentralsynagoge hat über 7.000 Mitglieder, ein Stiftungskapital von über 30 Millionen US-Dollar und etwa 100 Vollzeitbeschäftigte.
Buchdahl führt in der Zentralsynagoge interreligiöse Hochzeiten für Paare durch, die bekundeten, dass sie sich „verpflichtet haben, einen jüdischen Haushalt zu gründen“.
Im Dezember 2019 zählte die Jewish Telegraphic Agency sie zu den Juden, die die 2010er Jahre definierten, und erklärte: „Die Wahl von Buchdahl, den pensionierten Rabbi Peter Rubinstein zu ersetzen, hat eine Frau und eine farbige Jüdin zu einer Position von praktisch beispielloser Bedeutung in der jüdischen Welt erhoben und machte Buchdahl zu einem starken Symbol für das sich wandelnde Gesicht des amerikanischen Judentums.“
Liberale Gebetbücher versuchen in Übersetzungen zunehmend männliche Ausdrücke und Pronomen zur Bezeichnung Gottes mit weiblichen Begriffen zu ergänzen bzw. in einer geschlechtsneutralen Sprache zu formulieren. Wenn immer jüdische Patriarchen genannt werden (Abraham, Isaak und Jakob), dann fehlen nicht die Matriarchinnen (Sarah, Rebecca, Rachel und Leah.) 2015 wurde als Ergänzung zu Mishkan T’filah, einem Siddur des Reformjudentums, der Machsor Mishkan HaNefesh für die Hohen Feiertage veröffentlicht.

## Orthodoxes sowie Ultraorthodoxes Judentum

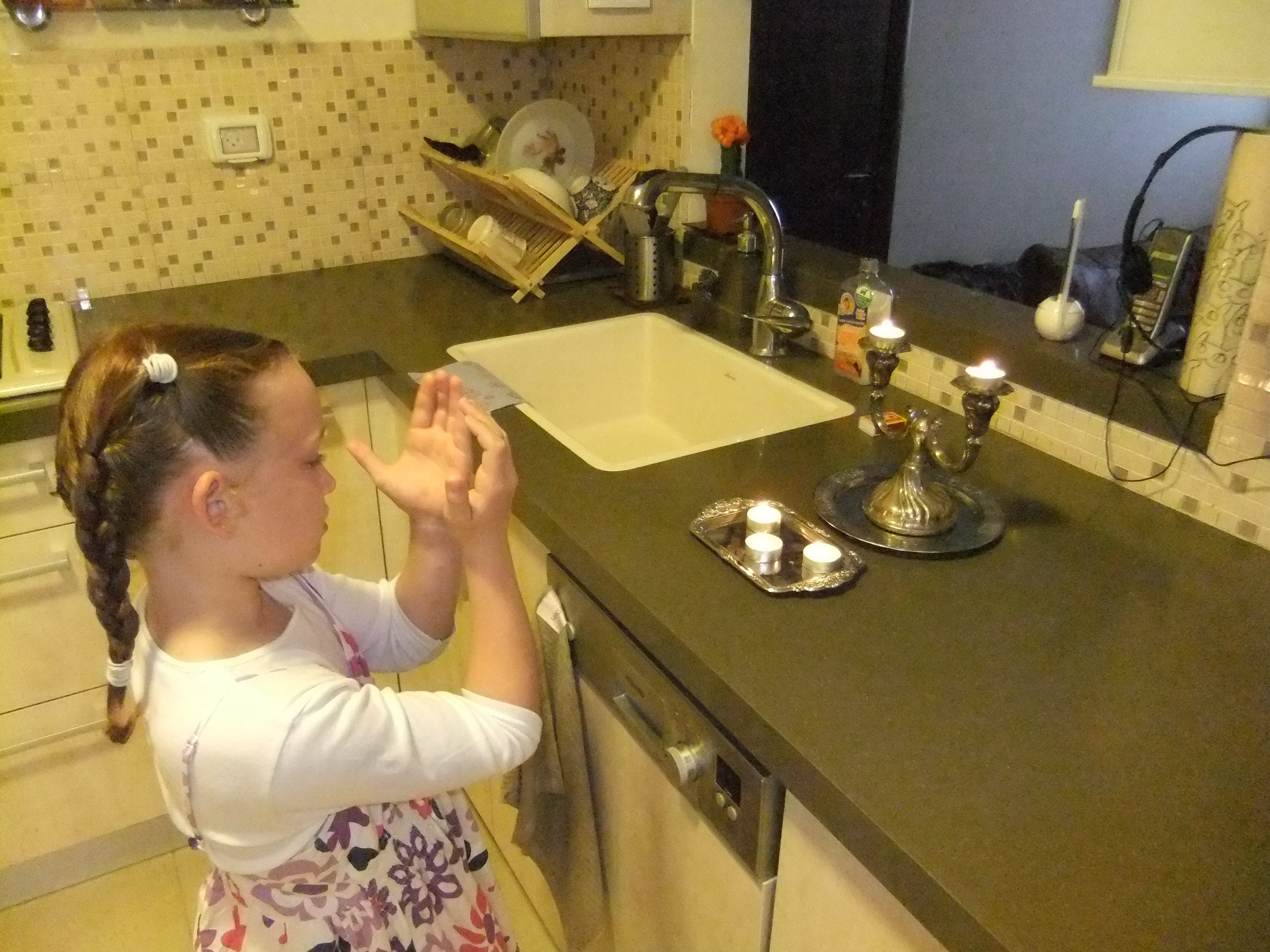
Ein Mädchen entzündet die Sabbatkerzen

Das Orthodoxe Judentum geht davon aus, dass es im religiösen Leben unterschiedliche Rollen für Männer und Frauen gibt. Zu diesen Unterschieden gibt es bei orthodoxen Juden unterschiedliche Meinungen. Die meisten vertreten den Standpunkt, dass Männer und Frauen einander ergänzende, aber unterschiedliche Rollen innehaben, woraus unterschiedliche religiöse Pflichten hervorgehen.
Andere glauben eher an kulturelle, soziale und geschichtliche Ursachen als an die Wirkung religiöser Gesetze. Im Bildungswesen waren Frauen seit jeher vom Studium religiöser Schriften ausgenommen, soweit es nicht die praktischen Aspekte der Torah und die Haushaltsregeln betraf, die die Frauen lernen mussten.
Bis zum 20. Jahrhundert wurden Frauen oft vom Talmudstudium und von anderen weiterführenden Schriften abgehalten. In den letzten hundert Jahren hat sich die Frauenbildung im orthodoxen Judentum in erheblichem Maße weiterentwickelt.
Orthodoxe Frauen haben in mehreren Feldern zum Wandel des religiösen Lebens beigetragen. In den letzten zwanzig Jahren wurden das Studium der Frauen und die Stipendienvergabe, die rituelle Beteiligung in der Synagoge, die Leitungsfunktionen im Gemeindeleben und in der Synagoge gefördert. Dieser Wandel wurde oft gegen die scharfe verbale Abwehr der Rabbiner durchgesetzt. Manche Rabbiner versuchen, die Veränderungen zu diskreditieren, indem sie soziale statt „echter“ religiöser Motive unterstellen. Orthodoxe, haredische und chassidische Rabbiner halten Frauen davon ab, Kippa, Tallit oder Tefillin zu tragen.
In den meisten orthodoxen Synagogen geben Frauen noch immer keinen D’var Torah (kurzer Vortrag über einen Wochenabschnitt der Tora) nach oder während der Gottesdienste. Einige moderne orthodoxe Synagogen haben außerdem eine Mechiza, die die rechte und linke Seite des Innenraums teilt (anders als die gewöhnliche Teilung in einen Vorderbereich und einen für Frauen bestimmten rückwärtigen Bereich).

### Vorschriften der Bescheidenheit
Bescheidenheit in Fragen der Bekleidung und des Verhaltens wird in der orthodoxen jüdischen Gemeinschaft besonders betont. Viele Frauen tragen keine Hosen, sondern nur Röcke. Viele verheiratete orthodoxe Jüdinnen bedecken ihr Haar mit einem Kopftuch (genannt „Tichel“ oder „Mitpachat“), einem Turban, einer Haube, einem Haarnetz, einem Hut, einer Mütze oder einer Perücke („Sheitel“).

### Reinheitsregeln für die Familie
In Übereinstimmung mit dem religiösen Gesetz vermeiden Frauen den Kontakt mit ihren Ehemännern während der Menstruation und einer siebentägigen Frist nach der Menstruation oder einer Geburt. Das israelische Rabbinat hat Frauen erlaubt, sich als Yoatzot, halachische Berater in sensiblen Fragen wie der Reinheit der Familie, zu betätigen.

### Modernes orthodoxes Judentum
Rabbiner Joseph Ber Soloveitchik, ein religiöser Führer mit großem Einfluss in der Orthodoxie der USA, hat Frauen davon abgeraten, als Vorsteherinnen der Gemeinden oder anderer Ämter zu agieren oder die herkömmlicherweise von Männern vollzogenen Mitzvot (Gebote) wie das Tragen von Tallit oder Tefillin zu befolgen. Soloveitchik schrieb, Frauen fehle nicht die Fähigkeit dazu, sondern es gebe keine mesorah (jüdische Tradition), die die Ausübung erlaube. In seiner Entscheidung bezog er sich auf die mündliche Überlieferung, einschließlich der Mischna in Chulin 2a und auf Josef Karo, die festlegen, dass eine Frau nur für sich selbst bestimmte Gemeindedienste durchführen kann, aber nicht für andere.
Mit der Entstehung der modernen feministischen Bewegung gewannen auch Frauenthemen im Judentum zunehmend an Interesse. Sowohl orthodoxe Frauen als auch Rabbiner bemühen sich um stärkere und umfassende weiterführende religiöse Bildung für Frauen. Da die meisten orthodoxen Frauen höhere Schulen besuchen und Universitätsabschlüsse in vielen Fachbereichen erwerben, fördern moderne orthodoxe Gemeinden im Allgemeinen die weltliche Bildung der Frauen. Einige wenige Synagogen haben auch weibliche Funktionsträger, etwa Gilah Kletenik in der Congregation Kehilath Jeshurun. 2013 wurde Yeshivat Maharat in den USA die erste orthodoxe Einrichtung, die eine weibliche Funktionsträgerin ordinierte. Die Absolventen der Yeshivat Maharat nannten sich selbst nicht Rabbiner, sondern erhielten den Titel „Maharat“. 2015 wurde jedoch Yaffa Epstein als „Rabba“ der Yeshivat Maharat ins Amt eingeführt. 2015 wurde Lila Kagedan von derselben Einrichtung als erste Absolventin unter dem Titel Rabbi angestellt.
2014 wurde das weltweit erste von Frauen verfasste Buch halachischer Entscheidungen veröffentlicht. Die beiden Schiedsrichter (פוסקות Poskot), Idit Bartov and Anat Novoselsky, waren von dem städtischen Hauptrabbiner von Efrat, Rabbiner Shlomo Riskin ordiniert worden.
2016 wurde bekannt gegeben, dass der britische Oberrabbiner Ephraim Mirvis die Funktion eines Ma’ayan geschaffen hatte, die es Frauen erlaubt, nach einem 18-monatigen Teilzeitkurs als Berater für jüdische Rechtsfragen im Bereich der Reinheit der Familie und als Erwachsenenbildner in orthodoxen Synagogen tätig zu werden. Es ist der erste Kurs dieser Art im Vereinigten Königreich.

### Gebetsgruppen von Frauen

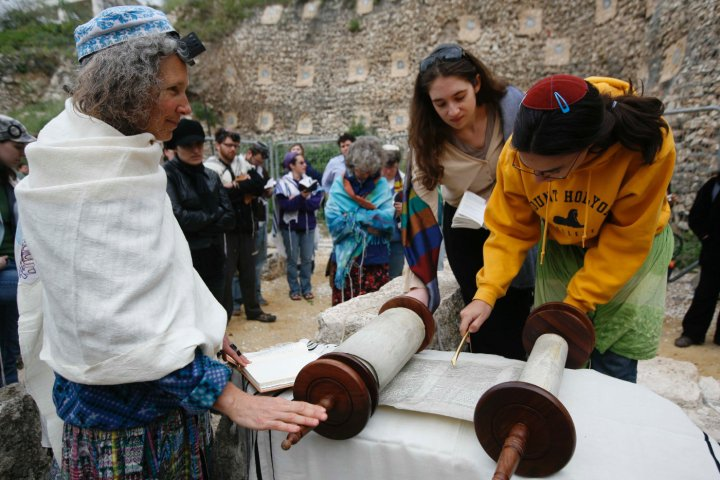
Torah-Lesung von Women of the Wall an der Robinson’s Arch genannten Stelle des herodianischen Tempels

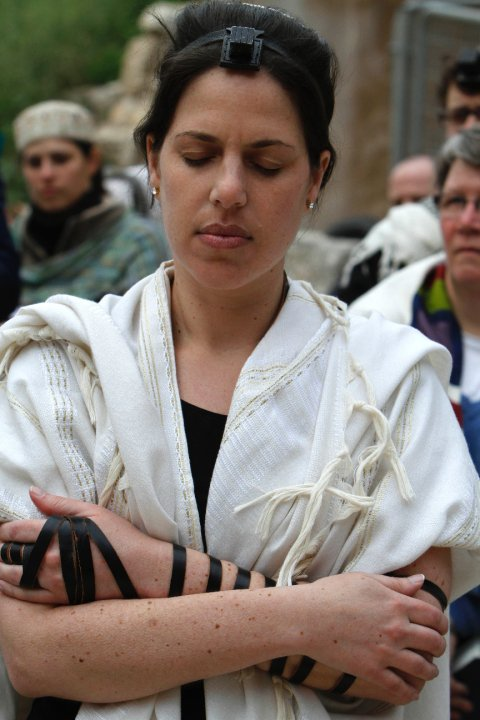
Mitglied von Women of the Wall, mit Tallit und Tefillin, beim Gebet

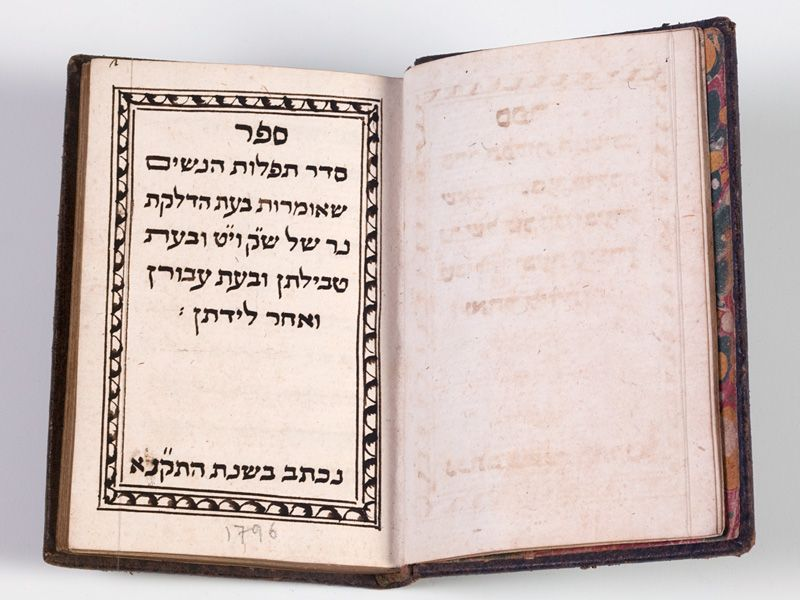
Hebräisches Manuskript mit Gebeten für Frauen, Italien, 1791. In der Sammlung des Jüdischen Museums der Schweiz.

Gebetsgruppen von und für Frauen waren in Deutschland schon im Mittelalter eine anerkannte Einrichtung. Das Buch Kol Bo, eine Sammlung von halachischen Vorschriften (Erstausgabe Neapel 1490), stellt folgende Regelungen in den Gesetzen für Tisha B'Av dar:
„Sie rezitieren Trauergesänge während eines Viertels der Nacht, die Männer in ihrer Synagoge, die Frauen in ihrer. Ähnlich rezitieren die Männer auch während des Tages für sich selbst Trauergesänge, die Frauen wiederum für sich, bis etwa ein Drittel des Tages vergangen ist.“
Im Heiligen Römischen Reich deutscher Nation wurden im 12. und 13. Jahrhundert die weiblichen Gebetsgruppen von Kantorinnen geleitet. Rabbi Eliezar von Worms lobte seine Frau in der „Elegie für meine Frau Dulca“ dafür, wie sie andere Frauen das Beten lehrte und das Gebet durch Musik verschönerte. Der Grabstein der Urania von Worms, die 1275 verstarb, zeigt die Inschrift „…welche Piyyutim für die Frauen mit musikalischer Stimme sang.“ Im Nürnberger Memorial wurde eine Frau namens Richenza mit dem Titel „Leiterin des Frauengebets vermerkt.“
Orthodoxe Frauen organisierten in der jüngeren Vergangenheit tefila- (Gebets-)Gruppen ab den 1970er Jahren. Obwohl alle orthodoxen Rechtsautoritäten die Bildung eines Minjan für regelmäßige Gottesdienste ablehnen, lesen die Frauen dieser Gruppen die Gebete und studieren die Tora. Einige orthodoxe Führer aus allen Richtungen des orthodoxen Judentums haben dies kommentiert, aber nur mit sehr geringem Einfluss auf das haredische und sephardische Judentum. Dieses neue Phänomen hat das moderne orthodoxe Judentum in eine Diskussion verstrickt, die bis heute anhält. Es gibt drei Denkrichtungen zu diesem Thema:
- absolutes Verbot durch die Halacha (jüdisches Gesetz).
- teilweise Erlaubnis, verboten sind dabei vor allem Teile des Gottesdienstes wie das Devarim she-bi-kdusha. Der Gottesdienst muss von spirituellen Motiven allein getragen sein. Zu den Vertretern gehören Rabbiner Avraham Elkana Shapiro, der frühere britische Hauptrabbiner Immanuel Jakobovits und Rabbiner Avi Weiss.[92]
- eingeschränkte und bedingte Erlaubnis, soweit es sich um gemischte Gottesdienste oder Teile des Gottesdienstes ohne Minjan handelt.[93][94]

2013 erlaubte die israelische orthodoxe Organisation Beit Hillel in einer halachischen Entscheidung erstmals das Aufsagen des Kaddisch zum Andenken an die verstorbenen Eltern.

### Frauen als Zeuginnen
Frauen sind traditionell vom Zeugenrecht vor dem Beth Din ausgeschlossen, obwohl sie seit einiger Zeit als toanot (Berater) in diesen Gerichtshöfen mitwirken dürfen.
Der Fall von Rabbi Mordecai Tendler, der als erster Rabbiner aus dem Rabbinerrat Amerikas ausgeschlossen wurde, nachdem er wegen sexueller Belästigung beschuldigt worden war, machte deutlich, wie wichtig die Klärung der orthodoxen Halacha in diesem Bereich ist. Rabbi Tendler berief sich darauf, dass die traditionelle Ausschließung der Frauen aus der Zeugenschaft die RCA zur Abweisung der Vorwürfe hätte führen müssen. In einem für die Frage der Zeugenschaft wichtigen Urteil entschied der haredische Rabbiner Benzion Wosner für den Shevet Levi Beth Din von Monsey, New York, dass sexuelle Belästigung einen Ausnahmefall darstelle. Frauen und Kinder hätten nicht nur das Recht, sondern die Pflicht zur Zeugenaussage und könnten von einem Rabbinergericht als gültige Zeugen anerkannt werden:
In Choschen Mischpat (§ 35, 14) legt der Ramah fest, dass in einem Fall, wo sich ausschließlich Frauen versammeln oder wo nur Frauen eine Zeugenaussage abgeben könnten (im vorliegenden Fall ereignete sich die mutmaßliche Belästigung hinter verschlossenen Türen) die Möglichkeit zur Zeugenaussage gegeben sein muss. (Terumat Hadeschen, § 353, und Agudah Perek 10, Yochasin). Diese Regelung findet sich auch bei Maharik, Radvaz und dem Mahar"i von Minz. Auch rabbinische Autoritäten, die normalerweise keine Zeuginnen zulassen würden, wären bestimmt damit einverstanden, dass in unserem Fall … wo die Übertretung von Tora-Vorschriften durch diesen Rabbiner hinreichend nachgewiesen ist, sogar Kinder oder Frauen zur Zeugenaussage zugelassen würden, wie der Chatam Sofer in seiner Monografie (Orach Chaim T'shuvah 11) festgelegt hat.
Der rabbinische Rat von Amerika stützte sich nach anfänglichen eigenen Untersuchungen auf die halachische Entscheidung der Haredi-Körperschaft.

### Ultraorthodoxe Auffassung des Wandels
Führer der Ultraorthodoxen (Haredi-Gemeinschaft) stehen bisher in hartnäckiger Opposition zu einem Wandel der Frauenrolle, was sich auch durch den Aufbau einer „koscheren“ Wikipedia (Projekt „Hamichlol“) unter Nutzung der Wiki-Technologie zeigt. Von dem Foto, das den Eintrag zur aktuellen israelischen Regierung illustriert, wurden die drei weiblichen Minister des Kabinetts wegretuschiert, da nach Meinung der ultraorthodoxen Juden Abbildungen von Frauen in der Öffentlichkeit verboten sind. Der Initiator von „Hamichlol“ ist ein junger chassidischer Rabbi.
Sie sehen die religiösen und gesellschaftlichen Zwänge der traditionellen jüdischen Texte als überzeitlich und vom gesellschaftlichen Wandel unabhängig. Viele vertreten auch den Standpunkt, dass die Übertragung männlicher Rollenerwartungen auf die Frauen beide, Männer wie Frauen, daran hindern würde, ein wirklich erfülltes Leben zu führen. Haredim haben auch schon die Begründungen zur Liberalisierung als allgemeine Ablehnung des Religionsgesetzes und des jüdischen Glaubens interpretiert. Die Erhaltung des Glaubens verlange Widerstand gegen weltliche und „unjüdische“ Ideen.
Das moderne orthodoxe Judentum, besonders in seinen etwas liberaleren Varianten, neigt dazu, die Änderungsvorschläge als spezifische Fallentscheidungen aufzufassen. Dabei wird die religiöse und gesetzliche Rolle jedes Gebets, jedes Rituals und jeder Handlung individuell betrachtet und begründet. Die Untersuchungen konzentrieren sich auf Einzelfälle, die Diskussionen zielen auf Fälle, in denen Talmud und andere traditionelle Quellen multiple oder liberale Auffassungen zum Ausdruck bringen, besonders dann, wenn die Rolle der Frau in der Vergangenheit deutlich breiter ausgestaltet war als in der jüngeren Gegenwart. Feministische Befürworter der Orthodoxie neigten dazu, innerhalb des traditionellen Argumentationsrahmens des jüdischen Rechts zu bleiben, Schritt für Schritt vorzugehen und umfassende Argumente gegen die Tradition als solche zu vermeiden. Trotzdem versucht die wachsende orthodoxe feministische Bewegung, gegen die Gender-Ungleichheit einzutreten.
Eine Aguna (wörtlich „angekettete Frau“) ist eine Frau, die von ihrem Mann die schriftliche Zustimmung zur Scheidung nicht erhält, weil er sie verweigert oder weil er verschollen ist. Im orthodoxen Judentum kann nur der Ehemann einen solchen „get“ ausstellen. Bei den Frauen von durch Terrorgruppen verschleppten und vermutlich toten Soldaten der Israelischen Streitkräfte stellte sich diese Problematik wiederholt. Rabbiner Shlomo Riskin setzte 1991 beim israelischen Obersten Gericht durch, dass Frauen zum Beratenden Mitglied an Religionsgerichten berufen werden konnten. In der Folge organisierte er einen entsprechenden Ausbildungsgang für Frauen, dessen Absolventinnen sich insbesondere für Agunot einsetzen. Riskin tritt dafür ein, eine missbräuchliche Verweigerung des „get“ bereits in der Ketubba auszuschließen.

## Konservatives Judentum

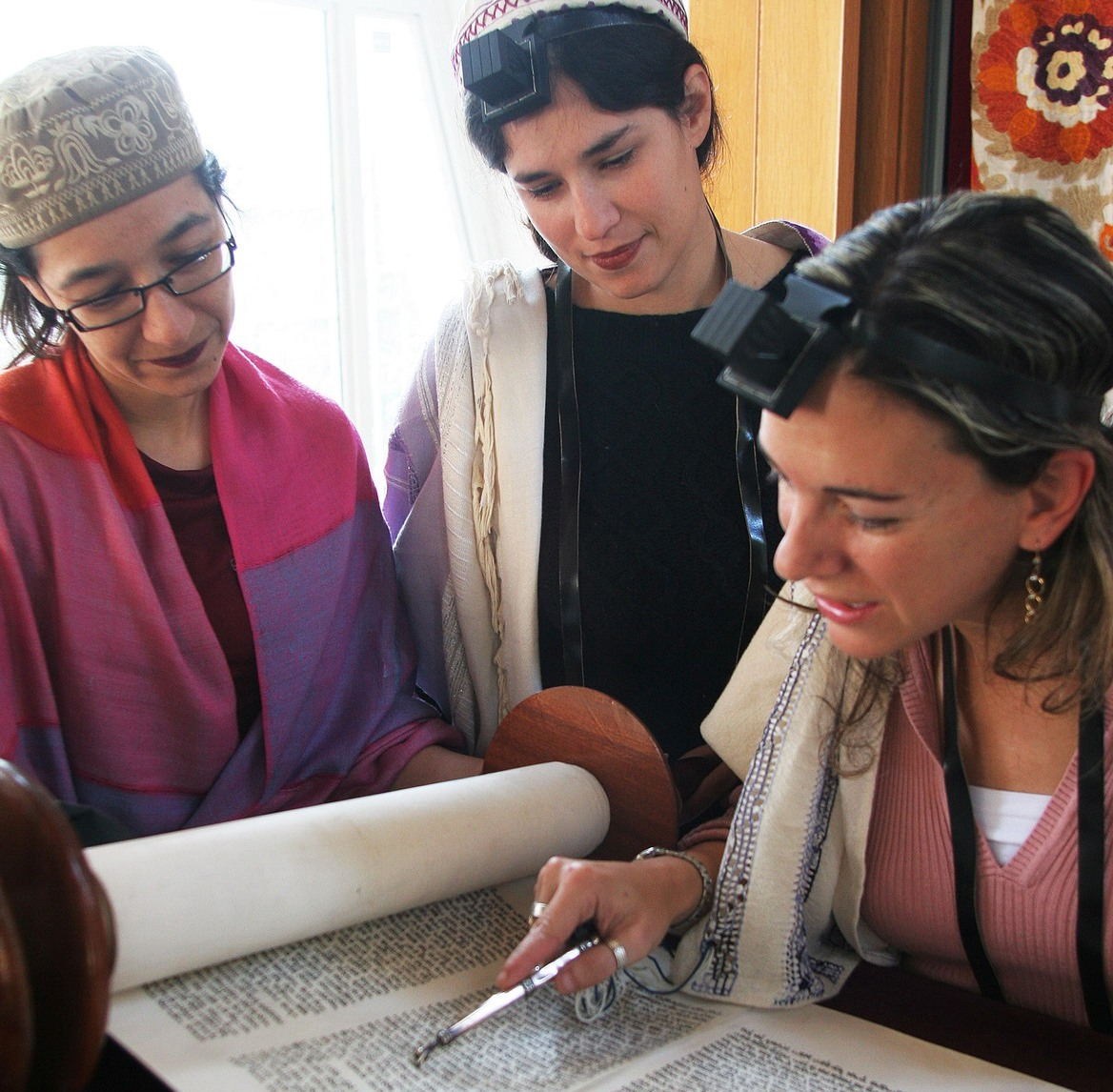
Rabbinerinnen bei der Toralesung

Obwohl die Haltung des konservativen Judentums sich ursprünglich kaum von der des orthodoxen unterschied, haben sich in der jüngeren Vergangenheit die rechtlichen und rituellen Unterschiede zwischen Männern und Frauen immer weiter verringert. Das Committee on Jewish Law and Standards (CJLS) der Rabbinical Assembly hat eine Reihe von Entscheidungen und Auskünfte zu diesem Thema anerkannt. Diese erlauben die Teilnahme der Frauen in folgenden Bereichen:
- Öffentliche Lesung der Torah (ba’al kriah)
- Zugehörigkeit zu einem Minjan
- Aufruf zur Toralesung
- Kantorendienst (Shaliach tzibbur)
- Dienst als Rabbi und halachischer Entscheider (Posek – Schiedsrichter in religiösen Rechtsfragen)
- Tragen von Tallit und Tefillin

Ein Rabbiner kann entscheiden, inwieweit er besondere Regelungen in seiner Kongregation übernehmen will. Einige legen mehr Wert auf Gleichbehandlung als andere. In bestimmten Bereichen bleiben jedoch Unterschiede bestehen:
- Matrilineare Abstammung: das Kind einer jüdischen Mutter ist durch Geburt Jude. Das Kind eines jüdischen Vaters ist nur dann Jude, wenn auch die Mutter Jüdin oder das Kind rite übergetreten ist.
- Pidjon Ha-Bat (siehe: Pidjon ha-Ben), eine Feier, die auf der Auslösung des erstgeborenen Sohns beruht. Das CJLS hat festgelegt, dass diese besondere Zeremonie nicht durchgeführt werden sollte. Andere, wie das Simchat Bat (Begrüßung einer neugeborenen Tochter), sollten stattdessen zur Hervorhebung der Geburt einer Tochter durchgeführt werden.

Eine konservative Ketuba enthält eine Klausel, die Ehemann und Ehefrau auf gleiche Ebene stellt, wenn es um Ehe und Scheidung nach der Halacha geht.
Das CJLS bestätigte die Verpflichtung der Frauen, die Niddah zu befolgen, also die sexuelle Abstinenz während und nach der Menstruation einzuhalten, wie auch die Mikvah (Ritualbad) nach der Menstruation, wobei einige liberale Details eingeführt wurden. Diese Praktiken werden jedoch kaum noch befolgt.

### Veränderungen der konservativen Haltung
Vor 1973 war das konservative Frauenbild noch von vielen Einschränkungen bestimmt, ähnlich wie bei der modernen Orthodoxie. Veränderungen gab es hinsichtlich der Sitzordnung im Gottesdienst, der gemeinsamen Leitung der Synagoge und der Möglichkeit für Frauen, zur Tora gerufen zu werden. 1973 befürwortete das CJLS der Rabbinerversammlung ohne Angabe einer Begründung, dass Frauen in einem Minyan mitwirken könnten. Es gab eine besondere Kommission, die von der konservativen Bewegung eingesetzt worden war, um das Thema der Ordination von Frauen zu untersuchen. Zwischen 1977 und 1978 trafen sich die 12 Männer und drei Frauen der Kommission. Die Frauen waren Marian Siner Gordon, eine Rechtsanwältin, Rivkah Harris, eine Assyriologin, und Francine Klagsbrun, eine Schriftstellerin. 1983 befürwortete das Jewish Theological Seminary of America (JTSA), ebenfalls ohne Meinungsäußerung, Frauen als Rabbinerinnen und Kantorinnen zu ordinieren. Paula Hyman nahm an diesem Votum als Mitglied der JTS-Fakultät teil.
2002 nahm das CJLS eine Rechtsauskunft (Responsum) von Rabbi David Fine in abgewandelter Form an, Women and the Minyan, welches eine offizielle Rechtsgrundlage für Frauen in einem Minyan darstellt. Es erklärt die gegenwärtige Stellungnahme der Konservativen zur Frage des Frauengebets. Das Responsum vertritt die Auffassung, dass jüdische Frauen aus der Sicht der Tradition zwar nicht dieselben Pflichten wie Männer haben, dies aber freiwillig und gemeinsam aufgenommen haben. Diese kollektive Aufnahme begründet nach Meinung des Responsums, dass Frauen wählbar sein sollen, als Beauftragte und Entscheidungsträger für andere. Das Responsum gesteht den traditionell gesinnten Gemeinden und Einzelpersonen das Recht zu, die Gemeinschaft zu verlassen, ohne deshalb als Sünder betrachtet zu werden. Mit der Übernahme des Responsums übernahm das CJLS die Position, seine egalitäre Auffassung zu verrechtlichen, ohne sich auf möglicherweise wenig überzeugende Argumente stützen zu müssen, die religiöse Gemeinschaft und die religiösen Funktionsträger zu schwächen, Frauen mit zudringlichen Fragen zu belästigen, die halachische Tradition zu verurteilen oder traditionelle Frauen als Sünderinnen zu bezeichnen.
2006 übernahm das CJLS drei Gutachten (Responsa) zur Nidda. Diese bestätigten die bisherigen Pflichten der Frauen, liberalisierten aber die Fristen und das Verbot des Kontakts der Geschlechter außerhalb des Geschlechtsverkehrs. Bedingungen für die Abstinenz wurden gelockert.
In allen Fällen wurde die orthodoxe Sicht weiter als zulässige Option aufrechterhalten. Der einzelne Rabbiner und einzelne Synagogen sind nicht verpflichtet, allen Änderungen zu folgen, einige wenige haben keine einzige Veränderung übernommen.

### Die konservative Einstellung zur Veränderung
Vor 1973 ging man an Änderungen allgemein nur in kleinen Schritten und von Fall zu Fall vor, wobei die Besonderheiten des Einzelfalls beachtet wurden. Zwischen 1973 und 2002 übernahm die konservative Bewegung Veränderungen durch ihre Einzelorgane, ohne dies im Einzelnen zu kommentieren. Seit 2002 konzentrierte sich die Bewegung auf ein Gesamtkonzept der Frauenfrage bezüglich des jüdischen Gesetzes.
1973, 1983 und 1993 erfolgten die Gutachten (Responsa) von Blumenthal, Rabinowitz und Roth und erschien der Artikel von Hauptmann. Diese Meinungsäußerung zielte auf einen umfassenden Umschwung der Frauenrolle in der Öffentlichkeit mittels einer einzelnen rechtlichen Begründung. Der Standpunkt wurde in den meisten Fällen mit der Begründung vorgetragen, dass Jüdinnen seit jeher oder durch die Entwicklung die Rechtspflicht haben, dieselben Mitzvot wie die Männer und in derselben Weise wie diese auszuführen.
Das erste Gutachten Rabbi Phillip Signals und die Responsa Blumenthals wurden 1973 vom CJLS als Teil seiner Entscheidung für die Rolle des Gebets gesehen. Man argumentierte, dass Frauen seit jeher dieselben Verpflichtungen wie Männer gehabt hätten. Das erste Responsum stützte sich auf die allgemeine Verpflichtung des Talmuds zum Gebet und auf Beispiele, in denen nach der Tradition Frauen besondere Gebete aufsagen mussten. Daraus schloss man auf eine allgemeine Pflicht. Das Blumenthal-Gutachten (Responsum) verallgemeinerte die Minderheitsmeinung, dass ein Minyan im Notfall aus einer Frau und neun Männern gebildet werden konnte. Das CJLS lehnte beide Responsa ab. Rabbi Siegel berichtete der Rabbinerversammlung, dass viele Mitglieder des CJLS den Ergebnissen zugestimmt hatten, obwohl sie die Argumente nicht überzeugend gefunden hatten.

## Rekonstruktionistisches Judentum

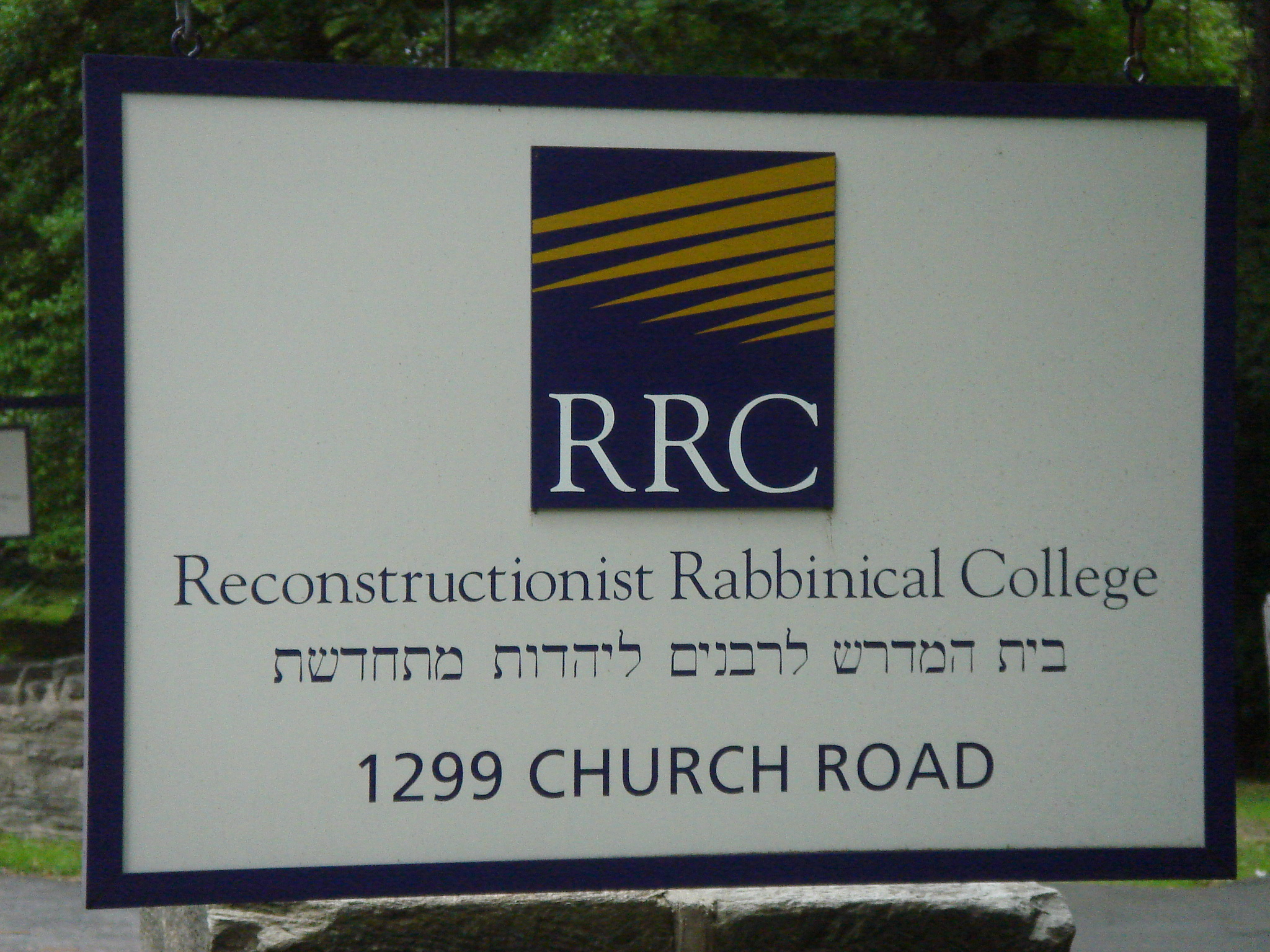
Hinweistafel am Reconstructionist Rabbinical College in Wyncote, Pennsylvania

Die Gleichstellung von Mann und Frau ist zentraler Programmpunkt des Rekonstruktionistischen Judentums. Von Anfang an erlaubte das Ritual dieser Richtung des modernen Judentums Männern und Frauen zusammen zu beten, was eine Entscheidung aufgrund des Gleichheitsgedankens war. Rabbiner Mordecai Kaplan forderte die volle Gleichstellung trotz der offensichtlichen Differenzen mit der traditionellen jüdischen Praxis. Frauenordination war seit der Gründung der Bewegung üblich. 1968 wurden Frauen in das Rabbinerkolleg der Rekonstruktivisten aufgenommen, das von Ira Eisenstein geleitet wurde. Die erste amtliche Rabbinerin, Sandy Eisenberg Sasso, wirkte 1976 in der Manhattan Reconstructionist Congregation und übernahm 1977 in der Beth El Zedeck congregation in Indianapolis die Kanzel. Sandy Eisenberg Sassos Ordination wurde ohne jede Diskussion akzeptiert. 2005 hatten 24 von 106 rekonstruktivistischen Synagogen in den USA Frauen als Haupt- oder Hilfsrabbinerinnen. 2013 wurde die Rabbinerin Deborah Waxman zur Präsidentin des Reconstructionist Rabbinical College gewählt. Sie ist vermutlich die erste lesbische Frau in der Führungsposition einer jüdischen Glaubensvereinigung und eines jüdischen Rabbinerseminars.

## Jewish Renewal
Jewish Renewal ist eine in der jüngeren Vergangenheit entstandene Richtung des Judentums, die versucht, das moderne Judentum mit Elementen der kabbalistischen und hasidischen Tradition sowie musikalischen und meditativen Praktiken zu verbinden. Sie beschreibt sich selbst als eine „weltweite, überkonfessionelle Bewegung, die in den mystischen und prophetischen Traditionen des Judentums verwurzelt ist“. Zunächst waren Leitung und rituelle Privilegien wie in der orthodoxen Praxis auf Männer beschränkt, doch bald wurden Frauen im Zuge des Feminismus der 1960er Jahre voll in die Bewegung integriert und werden heute wie Männer zu Rabbinern und Kantoren ordiniert. Lynn Gottlieb wurde 1981 erste Rabbinerin der Erneuerungsbewegung, Avitall Gerstetter, die in Deutschland lebt, wurde 2002 die erste Kantorin in Deutschland überhaupt. 2009 und 2012 brachte die OHALAH (Association of Rabbis for Jewish Renewal) eine Vorstandsmitteilung und eine Resolution heraus, mit der die Organisation Women of the Wall unterstützt wird. Der Prinzipienkodex der OHALAH legt fest, dass örtliche Gemeinden „die Werte von Gleichheit und Inklusion verkörpern, die sich in einer Vielzahl von Strukturen der Leitung und Entscheidungsfindung zeigen. Damit soll sichergestellt werden, dass Frauen und Männer vollwertige gleichberechtigte Partner in jedem Aspekt unseres jüdischen Gemeindelebens sind“. 2014 gab OHALAH eine Vorstandserklärung ab, die feststellte, dass „es daher beschlossen sei, dass OHALAH die Beachtung des Women's History Month, des Internationalen Frauentags und des Women's Equality Day unterstützt; OHALAH verurteilt alle Formen von Sexismus; OHALAH ist der Gendergleichstellung verpflichtet, jetzt und für alle zukünftigen Generationen. OHALAH unterstützt gleiche Rechte für alle unabhängig von deren Geschlecht.“ 2014 veröffentlichte auch ALEPH eine gleichlautende Erklärung, dass „wir alle in gleicher Weise im göttlichen Bilde geschaffen sind“.

## Humanistisches Judentum
Humanistisches Judentum ist eine Bewegung, die anstelle des Glaubens an einen übernatürlichen Gott den Schwerpunkt der jüdischen Identität auf die jüdische Kultur und Geschichte legt. Frauen und Männer werden gleichermaßen ordiniert. Die erste Person im Rabinneramt war eine Frau, Tamara Kolton (1999). Die erste Person im Amt des Kantors war ebenfalls eine Frau, Deborah Davis (2001). Seither wurden jedoch keine Kantorinnen mehr ordiniert. Die Society for Humanistic Judaism gab 1996 eine Verlautbarung heraus, dass „wir betonen, Frauen haben das moralische und sollten auch das juristische Recht haben, eine Schwangerschaft entsprechend ihrer eigenen ethischen Standards zu unterbrechen. Weil eine solche Entscheidung schwerwiegende und irreversible Konsequenzen mit sich führt, sollte sie mit großer Sorge und Aufmerksamkeit für die psychischen, emotionalen und sozialen Implikationen getroffen werden.“ 2011 wurde auch ein Gesetzesteil des „No Taxpayer Funding for Abortion Act“ des House of Representatives verurteilt, den sie „einen direkten Angriff auf die Entscheidungsfreiheit der Frauen“ nannten. 2012 widersetzten sie sich der „Gewissensklausel“, die religiösen Einrichtungen erlaubt, sich von den reproduktiven Gesundheitsmaßnahmen auszunehmen. 2013 stellten sie in einer Resolution fest, dass der 26. August als Frauentag unterstützt werde, um an das Frauenwahlrecht zu erinnern. Diskriminierung der Geschlechter wird in jeder Hinsicht verurteilt.

## Dokumentationsfilm
- 37 Grad (ZDF):  Ultraorthodox? Nein danke! Jüdische Aussteiger*innen in Dresden (26 Minuten, Ausstrahlung am 27. März 2022)